# Rifugio Re Alberto
Il rifugio Re Alberto (in ted. Gartlhütte o König-Albert-Hütte) è un rifugio alpino situato nel Gruppo del Catinaccio nelle Dolomiti, nel territorio comunale di Tires, in Alto Adige, a 2621 m s.l.m..

## Storia
La prima costruzione risale al 1929, quando Marino Pederiva eresse sul posto una piccola capanna in legno, acquisita successivamente dalla guida alpina Tita Piaz, che nel 1933 fece edificare il primo rifugio Re Alberto. La denominazione del rifugio si deve in onore del re Alberto I del Belgio, che era solito effettuare le sue escursioni sulle Dolomiti insieme a Tita Piaz, accompagnato dalla guida Vitale Bramani ed altri.
Venne in seguito ampliato e ristrutturato un paio di volte, fino a giungere all'aspetto attuale.

## Caratteristiche e informazioni
Il rifugio si trova nella conca del "Gartl" (da qui il nome in tedesco) che si stende ai piedi delle Torri del Vajolet, in una posizione ottimale per effettuare molte escursioni ed ascensioni.
È aperto da fine giugno a fine settembre con una disponibilità di 60 posti letto.

## Accessi
Al rifugio Re Alberto I si può accedere in due modi diversi: dal rifugio Gardeccia passando per il rifugio Vajolet oppure dal rifugio Fronza alle Coronelle salendo la ferrata Santner e passando dall'omonimo rifugio e passo.
Dal rifugio Gardeccia (1.949 m) si prende lo sterrato (sentiero n. 546) che in 45 minuti porta ai rifugi Vajolet e Preuss (2.243 m), da qui il sentiero attrezzato n. 542 sale la conca compresa fra la Punta Emma e la Torre Est fino a raggiungere in 45 minuti circa la conca del Gartl dove sorge il rifugio.
Partendo dal rifugio Fronza alle Coronelle (2.337 m) si segue il sentiero n. 9 che tramite la Ferrata Santner raggiunge l'omonimo rifugio (2.741 m) dal quale tramite comodo sentiero (n. 542) in pochi minuti si arriva a destinazione (ore 2).

## Ascensioni

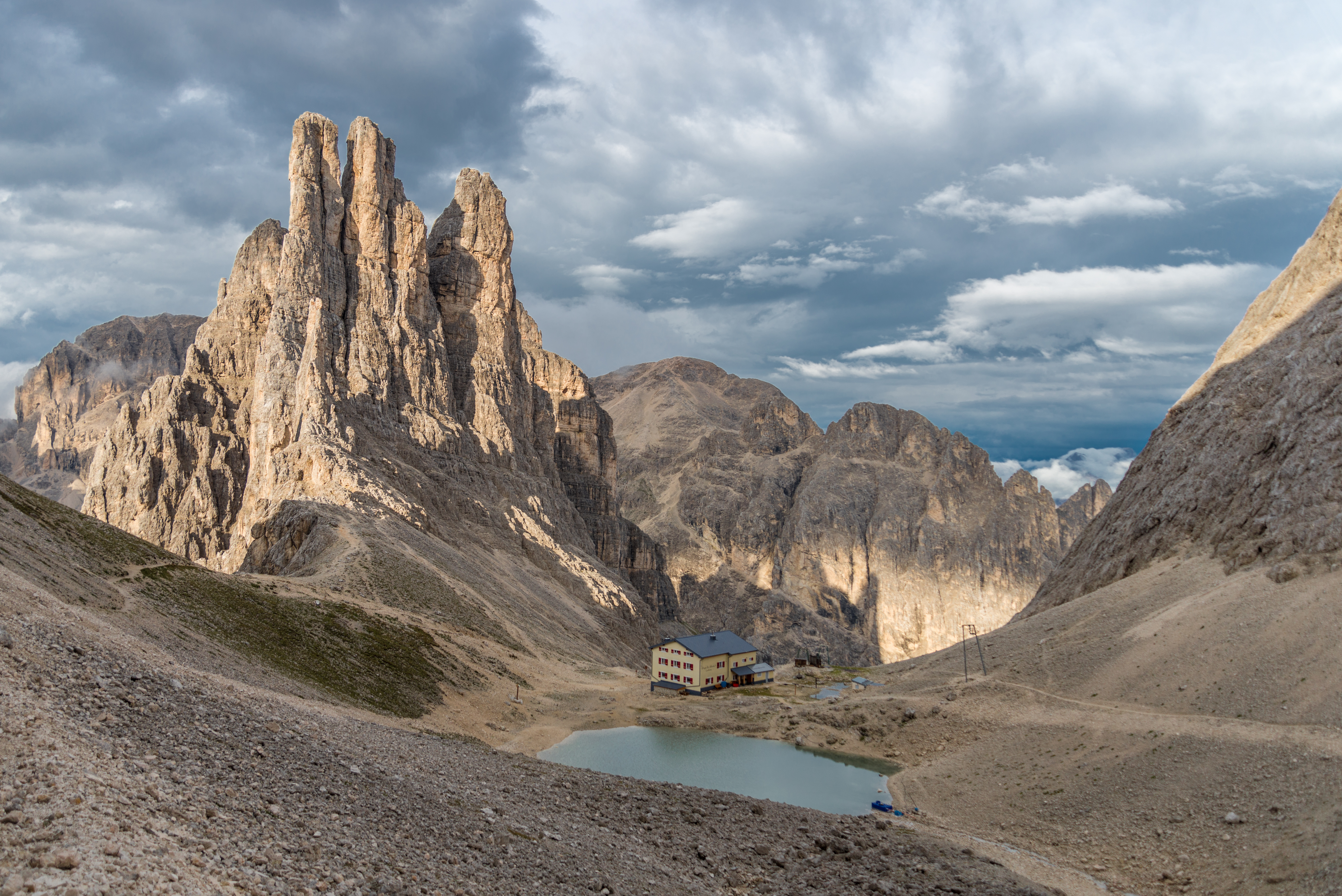
Le Torri del Vajolet e la conca del "Gartl" con il rifugio Re Alberto

Dal rifugio sono facilmente accessibili in pochi minuti il Piz Piaz (2.690 m), la Torre Delago (2.790 m), la Torre Stabeler (2.805 m), la Torre Winkler (2.620 m) e l'anticima Nord del Catinaccio (2.911 m).

### Piz Piaz
È un piccolo torrione, dimezzato da un crollo in tempi recenti, che si trova subito a ridosso delle tre famose torri; dopo il crollo che ha cancellato la via normale, rimangono due brevi vie utili in una giornata di tempo incerto mentre si è al rifugio.
- Spigolo S.O.: m.55: 4+: esposto spigolo su roccia, in prevalenza buona, preludio del più lungo spigolo della Torre Delago.

Si scende con una calata di 32 m (indispensabili due mezze corde oppure singola di almeno 60 m) che parte dalla cuspide della torre calandosi verso est (lato verso il rifugio Vajolet).

### Torre Delago
La più occidentale delle tre torri affacciata sugli strapiombi che danno verso la Valle di Tires, il suo spigolo S.O. È probabilmente la linea dolomitica più famosa al mondo, fu salita in solitaria nel 1895 da H. Delago risalendo per la prima metà i camini fra le due torri dove ora passano le calate e poi salendo i camini centrali dove ora passa la parte alta della via Preuss, fu un'impresa eccezionale per i tempi se si pensa che le difficoltà arrivano al 5-.
- Spigolo S.O. (Tita Piaz, F. Iori, I. Glaser, 9-8-1911): 110 m.: 4: Una delle vie più conosciute (e ripetute) delle Dolomiti, roccia saldissima (ora dopo le innumerevoli ripetizioni visto che un tempo era rinomata per la sua friabilità) che offre un'arrampicata piacevole e nel secondo tiro un'esposizione veramente unica.
- Fessura Preuss (Paul Preuss, P. Relly, 24-8-1911): 120 m.: 5-: Segno del passaggio di uno dei più grandi nomi dell'alpinismo la via oggi è un po' in disuso vista la roccia non sempre eccellente.
- Via Schrott-Hasse (D. Hasse, S. Schrott, dal 22 al 30-8-1959): 480 m.: 6+ e A0 (7+ se in libera): Spettacolare salita che percorre i gialli strapiombi della parete N.O., richiede un impegno notevole sia per la difficoltà dei passaggi che per la qualità della roccia non eccelsa di alcuni tratti; pochissimo ripetuta ultimamente sta vivendo una certa frequentazione anche grazie al fatto di essere stata inserita nel recente libro Vie e Vicende in Dolomiti di Ivo Rabanser e Orietta Bonaldo, edito da Edizioni Versante Sud.

Da tutte le vie della Delago si scende con una serie di doppie attrezzate fra la torre stessa e la Stabeler; è possibile scendere anche con una sola corda da 40 m.

### Torre Stabeler
La più alta delle tre torri meridionali del Vajolet offre anche la via su roccia più facile e quindi risulta una delle più salite.
- Via Normale (G. Stabeler, H. Helversen, 16-7-1892): 140 m.: 3+: Una delle vie più ripetute della zona grazie alle basse difficoltà unite ad un'esposizione e vista uniche; qualche passaggio lisciato non infastidisce più di tanto. L'arrampicata è varia e piacevole tranne forse il tiro della "candela" che, non prendendo mai il sole, risulta un po' freddo e "umido".
- Diedro Fehrmann (R. Fehrmann, P. Smith, 19-8-1908): 140 m.: 4+: Una delle più belle vie della zona; anche se non ha l'esposizione della vicina Piaz alla Delago, offre un'arrampicata entusiasmante su roccia perfetta con il diedro del terzo tiro che vale sicuramente la ripetizione.

La discesa si può effettuare sul versante Nord con una breve calata e poi traversando fino all'intaglio con la Delago per prenderne le calate, oppure lungo le soste cementate della normale o ancora (con corda almeno di 60 m. e qualche attenzione) dallo spigolo S.O. della torre.

### Torre Winkler
La più orientale delle torri prende il nome da quel Georg Winkler che è un po' il simbolo di questa parte delle Dolomiti; è la torre meno frequentata, vuoi per il lungo traverso che può risultare ostico ai principianti, vuoi per il ritorno classico (ora ci sono anche nuove calate) su cengette molto esposte.
- Via Normale - Winklerriss (Georg Winkler, 17-9-1887): 140 m.: 4+: la meno frequentata delle normali della zona visto l'impegno del passaggio chiave (il famoso Winkleriss) che all'apertura rappresentava il limite massimo delle difficoltà, ma ancora oggi dà grattacapi a più di un alpinista.
- Via Steger (H. Steger, P. Wiesinger, F. Masè Dari, A. Paluselli, 11-9-1929): 140 m.: 6+: ormai una classica delle Dolomiti, da non sottovalutare nonostante la brevità; fa parte del trittico di vie di Steger nel gruppo insieme a quella sulla Punta Emma e a quella sulla parete E. del Catinaccio.

Oltre la discesa classica lungo la parete N. fino all'intaglio con la Stabeler, ora ci sono delle nuove calate sulla parete S. (a destra della Steger fronte a valle) che però richiedono l'uso di due mezze corde da almeno 50 m.

### Anticima Nord del Catinaccio
Questa propaggine della cresta del Catinaccio (2.981 m) presenta verso N. una parete verticale e in alcuni tratti strapiombante con roccia che va dal friabile dei gialli strapiombi, alle compattissime placche grigie, offrendo una gamma di itinerari sempre impegnativi ed a volte estremi, in un ambiente molto "alpino" data l'esposizione a Nord e nonostante la non eccessiva lunghezza.
- Via Piaz (Tita Piaz, V. Dezulian, 29-8-1928): 260 m.: 5: stupenda via che sale l'evidentissimo diedro che solca la parete al centro; roccia perfetta nella parte alta (meno lo zoccolo) che purtroppo spesso risulta bagnata; nelle condizioni giuste è una via da non perdere.
- Via Vinatzer (G.B. Vinatzer, V. Peristi, 26-7-1935): 280 m.: 6- e A2 (8- se in libera): salita estrema sia per impegno fisico, che per la qualità della roccia che non sempre è solida; sale la fessura che taglia l'impressionante muro strapiombante della parete N.O.

La discesa si effettua seguendo la cresta verso sud fino ad incontrare la via Normale del Catinaccio.

## Traversate
- Al rifugio Passo Santner, per il sentiero 542; 1 km, 0,25 ore.
- Al rifugio Fronza alle Coronelle, per il sentiero 542 (via ferrata del Passo Santner); 3,5 km, 2 ore.
- Al rifugio Vajolet, per il sentiero attrezzato 542; 1,5 km, 0,35 ore.